# Osztrakon

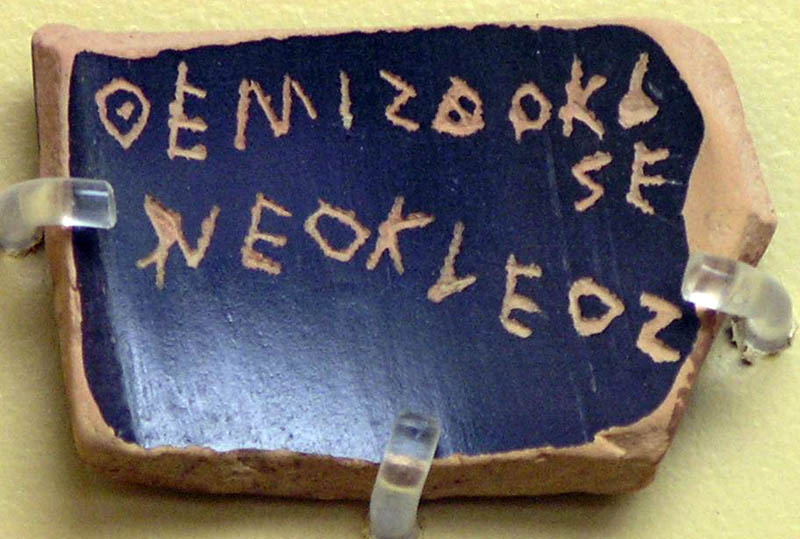
Egy osztrakon Themisztoklész nevével.

Az osztrakon (ὄστρακον) görög eredetű szó, jelentése: agyagcserép. Olyan cserépdarabot hívunk így, amelyre az ókorban tintával írtak vagy amelybe a betűket belevésték.
Az ókori Egyiptomban is gyakori volt íráshoz, mivel jóval olcsóbb volt a papirusznál; a kezdő írnokok is ezen gyakoroltak.
Az ókori Görögországban jelentősége volt pl. a cserépszavazásnál. (A szavazók a száműzendő polgár nevét törött agyagedények darabjaira, cserépdarabokra írták, mivel ez jóval nagyobb mennyiségben és olcsóbban állt rendelkezésre, mint a papirusz, amelyet Egyiptomból kellett behozni.)

## Főbb lelőhelyek
Különböző írású, különböző nyelvű osztrakonok maradtak fenn.
- Palesztina
- Arad
- Petra